# Esmololo
L'esmololo è una sostanza con attività bloccante i recettori β1 adrenergici, presenti a livello cardiaco.
È classificato tra i farmaci antiaritmici di Classe II
Come tutti i β-bloccanti agisce riducendo la forza e la frequenza di contrazione del cuore, riducendo così il fabbisogno di O2 del tessuto cardiaco

## Indicazioni
È utilizzato come medicinale in cardiologia contro l'ipertensione, le aritmie comprese le tachicardie, flutter atriale, fibrillazione atriale.
Avendo una durata limitata d'azione è usato per via endovenosa entrando subito in circolo, ed è usato anche in caso di infarto per la sua breve durata d'azione.

## Controindicazioni
Bradicardia, shock cardiogeno, insufficienza cardiaca congestizia.
Sconsigliato in bambini con età inferiore ai 12 anni.

## Dosaggi
- A seconda della patologia e della gravità la posologia varia da 50 e 200ug/kg/minuto, e l'assunzione avviene tramite infusione endovenosa

## Farmacodinamica
I betabloccanti inibiscono i recettori beta del sistema adrenergico presenti nel cuore, riducendo in pratica il lavoro del cuore.
Effetti positivi di tale farmaco li si ritrovano nella riduzione della gittata cardiaca e la pressione arteriosa. Mentre per quanto riguarda le forme di angina pectoris migliorando la tolleranza agli sforzi ne limita la sintomatologia.
Agendo nel sistema simpatico fino a bloccarlo e sulla capacità di conduzione del cuore risulta utile anche contro le aritmie cardiache e nello scompenso cardiaco.

## Effetti indesiderati
Rallentando il ritmo del cuore possono quindi indurre depressione del miocardio, il muscolo del cuore.
I betabloccanti devono essere usati con attenzione in persone con scompenso cardiaco dove il loro utilizzo può ridurre significativamente la mortalità. Attualmente indicati metoprololo, carvedilolo, bisoprololo e nebivololo; quest'ultimo solo negli anziani.
Possono essere somministrati a persone affette da diabete.
È sconsigliato l'uso e utilizzato solo se non vi sono altre scelte in persone con episodi passati di asma e broncospasmo.
Altri effetti indesiderati sono cefalea, dispnea, psicosi, vertigini, nausea, sonnolenza, disfunzioni sessuali, bradicardia, alopecia, xeroftalmia, affaticamento, porpora, scompenso cardiaco, ipotensione, rash, broncospasmo, irritazione.